# Bardzo długie zaręczyny
Bardzo długie zaręczyny (fr. Un long dimanche de fiançailles) – francusko-amerykański melodramat wojenny z 2004 roku w reżyserii Jean-Pierre’a Jeuneta. Ekranizacja książki Un long dimanche de fiançailles Sébastiena Japrisota. Opowiada fikcyjną historię o młodej kobiecie poszukującej jej narzeczonego, który zaginął podczas I wojny światowej.

## Obsada
- Mathilde – Audrey Tautou
- Manech – Gaspard Ulliel
- Sylvain – Dominique Pinon
- Elodie Gordes – Jodie Foster
- Bénédicte – Chantal Neuwirth(inne języki)
- Germain Pire – Ticky Holgado(inne języki)
- Célestin Poux – Albert Dupontel
- Tina Lombardi – Marion Cotillard
- André Dussollier, Jean-Paul Rouve(inne języki), Jérôme Kircher(inne języki), Jean-Pierre Darroussin, Denis Lavant(inne języki), Dominique Bettenfeld(inne języki), Jean-Pierre Becker(inne języki), Tchéky Karyo, Jean-Claude Dreyfus, Julie Depardieu, Michel Vuillermoz(inne języki), Urbain Cancelier(inne języki), Michel Robin(inne języki).

## Ekipa
- Reżyseria – Jean-Pierre Jeunet
- Scenariusz - Jean-Pierre Jeunet, Guillaume Laurant(inne języki),
  - na podstawie książki Sébastien Japrisot
- Zdjęcia – Bruno Delbonnel
- Muzyka – Angelo Badalamenti
- Montaż – Hervé Schneid(inne języki)
- Scenografia – Aline Bonetto(inne języki)
- Kostiumy – Madeline Fontaine(inne języki)
- Casting - Pierre-Jacques Bénichou, Marie-Sylvie Caillierez, Valerie Espagne
- Producent wykonawczy – Angus Finney(inne języki), Jean-Louis Monthieux(inne języki)

## Nagrody
- 2005 – Bruno Delbonnel, Nagroda Główna Cesar najlepsze zdjęcia
- 2005 – Aline Bonetto(inne języki), Nagroda Główna Cesar najlepsza scenografia
- 2005 – Marion Cotillard, César najlepsza aktorka drugoplanowa
- 2005 – Gaspard Ulliel, César najbardziej obiecujący debiut

Otrzymał także nominacje:
- 2005 – (nominacja) Złoty Glob najlepszy film zagraniczny
- 2005 – Bruno Delbonnel, (nominacja) Oscar najlepsze zdjęcia
- 2005 – Aline Bonetto, (nominacja) Oscar najlepsza scenografia
- 2005 – Jean-Pierre Jeunet, (nominacja) BAFTA najlepszy film nieanglojęzyczny

Oraz nominowany w 2005 roku do nagrody Cezara w 12 kategoriach:
- Angelo Badalamenti, najlepsza muzyka
- Audrey Tautou, najlepsza aktorka
- Jean-Pierre Jeunet, najlepszy reżyser
- Jean-Pierre Jeunet i Guillaume Laurant, najlepszy scenariusz
- Jean-Pierre Jeunet, najlepszy film
- Ervé Schneid, najlepszy montaż
- najlepszy dźwięk